# パトリシア・ケネディ・ローフォード
パトリシア・ヘレン・ケネディ・ローフォード（Patricia Helen Kennedy Lawford, 1924年5月6日 - 2006年9月17日）は、アメリカ合衆国のソーシャライトである。ローズとジョセフ・P・ケネディ・シニアの6番目の子であり、兄は第35代アメリカ合衆国大統領のジョン・F・ケネディ、上院議員のロバート・ケネディとテッド・ケネディ、義理の姉はジャクリーン・ケネディである。1954年に英国俳優のピーター・ローフォードと結婚したが、1966年に離婚した。

## 生い立ちと若年期の活動
マサチューセッツ州ブルックラインで生まれる。彼女はロンドンのローハンプトン・セイクリッド・ハート・コンベント・スクールとニューヨーク市ブロンクスビルのメープルハースト・セイクリッド・ハート・コンベント・スクールに通った。 1945年、彼女はローズモント大学で文学士号を取得した。大学時代は舞台作品の監督及び出演に熱心だった。大学卒業後は映画製作者を志してハリウッドへと移った。
彼女は歌手のケイト・スミスのラジオ番組やペイトン神父の『Family Rosary Crusade』といった愛国的で宗教的な作品の製作アシスタントとして働いていた。22歳の時にNBC『I Love to Eat』のプロデューサーを務めた。これはネットワークテレビで初の料理番組だった。

## 結婚
1940年代に姉のユーニスを通じて英国俳優のピーター・ローフォードと知り合う。彼らは1949年と1953年に再会した。1954年2月に彼らは婚約を簡潔かつ公式に発表し、パトリシアの30歳の誕生日の12日前となる4月24日にニューヨークのセント・トーマス・モアのカトリック教会で結婚した。彼らはカリフォルニア州サンタモニカに定住し、女優のジュディ・ガーランドとその家族と交流を持っていた。ガーランドはケネディが息子のクリストファーを出産した同日に同じ病院で息子のジョセフを出産した。
夫婦はサンタモニカでクリストファー・ローフォード（1955年-2018年）、シドニー・マレイア・ローフォード（Sydney Maleia Lawford, 1956年- ）、ヴィクトリア・フランシス・ローフォード（Victoria Francis Lawford, 1958年- ）、ロビン・エリザベス・ローフォード（Robin Elizabeth Lawford, 1961年- ）の4人をもうけた。
夫婦はジャック・ケネディの死の直後より別居し、1966年2月に正式に離婚した。パトリシアは以後再婚することはなかった。

## 晩年と死

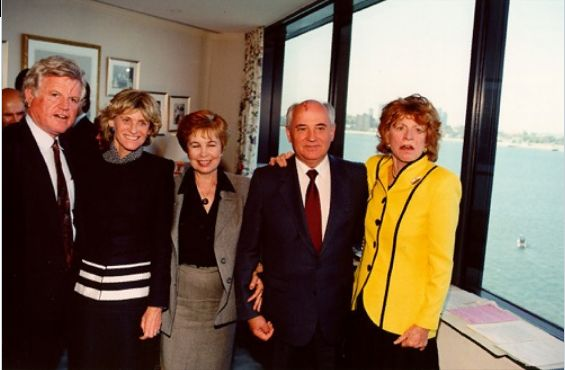
左端からテッド・ケネディ上院議員、ジーン・ケネディ・スミス、ライサ・ゴルバチョワ、ミハイル・ゴルバチョフ、パトリシア・ケネディ・ローフォード。

離婚後の彼女はアルコール依存症に苦しんだほか、舌がんも患った。
ジョン・F・ケネディ大統領ライブラリー&ミュージアムや全米薬物乱用センターと働いたほか、全米文学委員会を創設した。
2006年9月17日、マンハッタンの自宅で肺炎により82歳で亡くなった。彼女はサウサンプトン墓地に埋葬された。